# Palæstinensiske områder
De palæstinensiske områder refererer til to regioner i det tidligere mandatområde i Palæstina, som har været under israelsk kontrol siden Seksdageskrigen i 1967: Vestbredden (inkl. Østjerusalem) og Gazastriben. Disse to områder havde siden den arabisk-israelske krig i 1948 og frem til 1967 været under henholdsvis Jordans og Egyptens kontrol.
Den Internationale Domstol (ICJ) har omtalt Vestbredden (inkl. Østjerusalem,) som det "besatte palæstinensiske område", hvor dette udtryk ligeledes har været anvendt som juridiske definition i ICJ's rådgivende udtalelse fra juli 2004. Udtrykket besat palæstinensisk område blev brugt af FN og andre internationale organisationer mellem oktober 1999 og december 2012 til at henvise til områder, som var kontrolleret af det palæstinensiske selvstyre. Siden 2012 – hvor Palæstina fik observatørstatus som ikke-medlemsstater – har FN udelukkende brugt navnet Palæstina. Den Europæiske Union (EU) anvender også udtrykket besat palæstinensisk område, ligesom betegnelsen de Palæstinensiske Myndigheds områder ligeledes lejlighedsvis bruges. Israels regering og dens tilhængere bruger i stedet betegnelsen "omstridte områder".
Som følge af Jerusalemloven fra 1980 udråbte Israel hele Jerusalem (inkl. Østjerusalem) til dens hovedstad. Selvom loven ikke direkte brugte udtrykket "annektering", har flere betragtet dette som en de facto annektering af Østjerusalem, herunder den israelske højesteret. Handlingen blev fordømt internationalt og erklæret "ugyldig" af FN's Sikkerhedsråd. Det palæstinensiske selvstyre, FN, de internationale juridiske og humanitære organer og det internationale samfund betragter Østjerusalem som en del af Vestbredden og derfor som en del af de palæstinensiske områder. Det palæstinensiske selvstyre har aldrig udøvet suverænitet over Østjerusalem, selvom de har haft kontorer flere stedet i bydelen, herunder i det såkaldte <i>Orient House</i>. Israelsk suverænitet over Østjerusalem er ikke blevet anerkendt af det internationale samfund, idet en ensidig annektering af territorium besat under krig er i strid med den fjerde Genève-konvention. Omkostningerne ved besættelsen for Israel over fire årtier (1967-2007) anslås at beløbe sig til 50 milliarder dollars. Verdensbanken estimerede de årlige omkostninger for den palæstinensiske økonomi i 2013, som følge af den israelske besættelse af Østjerusalem, til at beløbe sig til 3,4 milliarder dollars.
Jordan gav i 1988 afkald på alle territoriale krav på Vestbredden (inkl. Østjerusalem), idet PLO havde intentioner om at udråbe en palæstinensisk stat. I 1993 – efter Oslo-aftalerne – kom dele af områderne under det palæstinensiske selvstyres politiske kontrol (der var her tale om palæstinensiske enklaver, som teknisk blev kendt som henholdsvis område A og B). Israel udøvede stadig fuld militær kontrol og civil kontrol over 61% af Vestbredden (område C). Oslo-aftalen etablerede ligeledes adgang til havet for Gazastriben (inden for 20 sømil fra kysten). Som direkte konsekvens af konflikten mellem Gaza og Israel blev adgang til havet for Gazastriben reduceret i 2002 til 12 sømil. I oktober 2006 begrænsede Israel adgangen yderligere (til 6 sømil), og ved afslutningen af Gazakrigen i 2008-2009 blev adgang til havet på ny reducerede således den kun var gældende for 3 sømil. Som følge heraf blev mere end 3.000 palæstinensiske fiskere i 2012 nægtet adgang til 85 % af de maritime områder, som ellers var blev aftalt adgang til i 1995. Palæstinenserne er nægtet adgang til størstedelen af Dødehavsområdet, hvor palæstinensere nægtes adgang til dets kystlinje.
Israel trak sig ud af Gazastriben i 2005. Hamas' overtog i 2007 magten over Gazastriben, hvilket afstedkom en todeling af magten over de palæstinensiske områder: Abbas' Fatah regerede på Vestbredden og blev internationalt anerkendt som den officielle palæstinensiske myndighed, mens Hamas kontrollerede Gazastriben. I 2009 betragtede FN fortsat Vestbredden og Gazastriben som områder besat af Israel.
Den 29. november 2012 bekræftede FN's Generalforsamlings resolution 67/19 "det palæstinensiske folks ret til selvbestemmelse og uafhængighed i staten Palæstina på det palæstinensiske område besat siden 1967". Ligeledes besluttede resolutionen "at give Palæstina observatørstatus som ikke-medlemsstater i De Forenede Nationer". Den efterfølgende måned anerkendte et juridisk FN-memorandum det palæstinensiske ønske om navnet "Staten Palæstina" med Mahmoud Abbas som dens nuværende leder. Det blev yderligere bemærket, at der ikke var nogen hindring for den fortsatte brug af udtrykket "Besat palæstinensisk område inklusive Østjerusalem" eller andre terminologier, som sædvanligvis blev brugt af FN's Generalforsamling. ISO vedtog navneændringen i 2013. FN's Sikkerhedsråd fortsætter med at behandle Palæstina som en ikke-suveræn enhed/stat, og blokerer dets optagelse i FN's Generalforsamling som fuldgyldigt medlemsland. Israelske regeringer har fastholdt, at det pågældende område er en omstridt område. Siden den palæstinensiske uafhængighedserklæring i 1988 har 135 FN-medlemslande anerkendt staten Palæstina. Den er dog ikke blevet anerkendt af Israel og de fleste vestlige nationer – inkl. USA og Danmark.
I 2014 blev Fatah og Hamas enige om at afholde valg og danne en kompromis regering. Regeringen overlevede Israel-Gaza-konflikten i 2014, men blev opløst den 17. juni 2015, efter at præsident Abbas sagde, at denne ikke var i stand til at operere i Gazastriben.